# Demirci (Familienname)
Demirci (türk. für „Schmied“) ist ein türkischer Familienname, analog dem entsprechenden deutschen Familiennamen, abgeleitet von türkisch demir (das Eisen).

## Namensträger
- Adil Demirci (* 1985), deutsch-türkischer Sozialwissenschaftler und Journalist
- Barış Demirci (* 1986), türkischer Skispringer
- Cansu Demirci (* 1992), türkische Schauspielerin
- Gökberk Demirci (* 1989), türkischer Schauspieler
- Hakan Demirci (* 1999), schweizerisch-türkischer Fußballspieler
- İsmail Demirci (* 1984), türkischer Schauspieler
- Muhammed Demirci (* 1995), türkischer Fußballspieler
- Muhammet Demirci (* 2001), österreichischer Fußballspieler
- Oğuzhan Demirci (* 1999), deutsch-türkischer Fußballspieler
- Şenol Demirci (* 1980), türkischer Fußballspieler